# Stânceni
Stânceni (in ungherese Gödemesterháza, in tedesco Meisterhausen) è un comune della Romania di 1540 abitanti, ubicato nel distretto di Mureș, nella regione storica della Transilvania. 
Il comune è formato dall'unione di 3 villaggi: Ciobotani, Meștera, Stânceni.